# Mastopoda pteridis
Mastopoda pteridis är en insektsart som beskrevs av Oestlund 1886. Mastopoda pteridis ingår i släktet Mastopoda och familjen långrörsbladlöss. Inga underarter finns listade i Catalogue of Life.